# 毛爾蓋會議會址
毛爾蓋會議會址位於四川省松潘縣毛儿盖镇索花村，原为藏传佛教格鲁派寺院毛尔盖寺。1935年8月20日，中共中央政治局在此召开毛尔盖会议。1980年7月7日列為四川省重新確定公布的第一批省級文物保護單位。2006年5月25日公佈為第六批全國重點文物保護單位。